# Wallingford (Iowa)
Wallingford è un comune degli Stati Uniti d'America, situato nello Stato dell'Iowa, nella contea di Emmet.